# Fillé
Fillé település Franciaországban, Sarthe megyében. Lakosainak száma 1543 fő (2022. január 1.). Fillé Spay, Voivres-lès-le-Mans, Guécélard és Roézé-sur-Sarthe községekkel határos.

## Népesség
A település népességének változása:
| Lakosok száma | 1535 | 1518 | 1534 | 1494 | 1483 | 1489 | 1507 | 1525 | 1543 |
|               | 2013 | 2015 | 2016 | 2017 | 2018 | 2019 | 2020 | 2021 | 2022 |